# 싱 이즈 킹
싱 이즈 킹(Singh Is Kinng)은 인도에서 제작된 아니스 바즈미 감독의 2008년 영화이다. 악쉐이 쿠마르 등이 주연으로 출연하였고 비펄 암루트얼 샤 등이 제작에 참여하였다.

## 출연

### 주연
- 악쉐이 쿠마르
- 카트리나 카이프
- 옴 푸리
- 키론 커

### 조연
- 란비르 쇼레이
- 자베드 자프리
- 네하 듀피아
- 야쉬팔 샤마
- 마노 파화
- 산치타 초드하리
- 스눕 독
- 아벨리노 엘 리코  레스코트
- 브래드 맥머레이
- 타라 제이드 로스

## 제작진
- 라인프로듀서: 데이빗 레드맨
- 미술: 스튜어트 번사이드
- 세트: 매튜 풋랜드
- 배역: 벤 파킨슨